# Vladimír Janda
Vladimír Janda (* 19. April 1928 in Prag; † 25. November 2002 ebenda) war ein tschechischer Arzt und einer der Begründer der modernen Medizinischen Rehabilitation. Zudem war er auf dem Gebiet der Manuellen Medizin tätig, wo er ein Standardwerk zur Untersuchung von Muskelfunktionstests herausbrachte.

## Biografie
Vladimír Janda wurde in Prag geboren und erkrankte in seiner Kindheit an Kinderlähmung (Poliomyelitis), von der er sich jedoch erholen konnte und mithilfe von Gehstöcken wieder das Laufen erlernen konnte. Die Krankheit beeinträchtigte sein Leben so sehr, dass er beschloss, Medizin zu studieren. Während seines Studiums erforschte er die Behandlungsmöglichkeiten für Poliomyelitis und lud Schwester Kenny (USA), die sich mit der Behandlung der infektiösen Kinderlähmung befasste, zu Vorträgen ein und dolmetschte sie. Nach seinem Abschluss 1952 arbeitete er kurz in Janské Lázně, wo er Dr. Vojta, den Autor der Vojta-Methode, kennenlernte, und in Prag in der Abteilung für Kinderrehabilitation der Neurologischen Klinik des Akademikers Kamil Henner. Später gründete er die Rehabilitationsabteilung der neurologischen Klinik des Vinohrady Hospital und schließlich die unabhängige Klinik für Rehabilitationsmedizin, die er über 50 Jahre lang leitete.
Janda war Vorsitzender der Tschechischen Medizinischen Gesellschaft von Jan Evangelista Purkyně, Gründer der Gesellschaft für Myoskelettale Medizin (ČLS J. E. Purkyně), langjähriger Leiter der Rehabilitationsabteilung des Universitätsklinikums Královské Vinohrady und Vorsitzender des Ständigen Expertenausschusses für Rehabilitation in den ehemaligen sozialistischen Ländern mit einer Funktion in der internationalen Rehabilitation. In den 1960er- und 1970er-Jahren war er zudem als Berater der WHO tätig.

## Werk
Janda leistete Pionierarbeit bei Rehabilitationsmethoden für Erkrankungen der Wirbelsäule und des Stütz- und Bewegungsapparats. Er begründete die vertebragenen Probleme in der Bevölkerung mit dem häufigen Vorhandensein von Muskelungleichgewicht, nicht nur auf der Ebene des Agonist-Antagonist-Verhältnisses, sondern auch durch Ungleichgewichte bei Muskel-Synergisten oder im Muskel selbst. Er war der Erste, der das sogenannte Kreuzsyndrom (Wechsel von steifen und schlaffen Muskelgruppen im Körper) benannte, posturale und phasische Muskeln mit ihren Besonderheiten bei Versteifung oder Erschlaffung beschrieb und erkannte, dass vertebragene Störungen bei Gesunden oft ähnlich sind wie bei Menschen mit zentralen (hirn-)neurologischen Störungen. Er war ein Kliniker, der subtile, aber signifikante muskuläre Störungen mit dem Auge erkannte und adäquate Verfahren verschrieb, um sie zu korrigieren. Er beschrieb unter anderem Regelkreisfunktionen, die reflektorisch/ automatisiert ablaufen und in chronischen Schmerzsituationen unterbrochen sind, und erforschte insbesondere die „Muskel-Funktions-Kette“ (die wie beim Staffellauf bei den Bewegungen) den Körper bewegt und auch stabilisiert.
Janda beschrieb eine Untersuchungsmethode, die über die Kraft einzelner eine funktionelle Einheit bildender Muskeln oder Muskelgruppen Auskunft über das Ausmaß von Läsionen gibt. Dieser Muskelfunktionstest nach Janda beschreibt die Muskelkraft mittels sechs Grundstufen. Er ist heute eine etablierte Methode in der Orthopädie und in der Physiotherapie.
Janda stand u. a. im Austausch mit Berta Bobath und ihrem Ehemann Karel Bobath, seinem Kollegen und Freund Karel Lewit, Václav Vojta, Alois Brügger, Florence Kendall, John Basmajian und David Simons.

## Veröffentlichungen
Janda ist Autor von 163 wichtigen Veröffentlichungen. Bereits als Medizinstudent begann er, wissenschaftlich zu publizieren, und sein Funktioneller Muskeltest wurde in viele Sprachen übersetzt.

### Ausgewählte Schriften
- Vladimir Janda: Manuelle Muskelfunktionsdiagnostik. Urban&Fischer, 4. Auflage (ISBN 3-437-46430-2)